# Qemu Manager
QEMU Manager es un programa escrito para Windows que hace las veces de interfaz gráfica para el emulador de máquinas virtuales QEMU.
El programa permite definir diferentes máquinas virtuales a las que asocia una unidad física o virtual en la que buscar el sistema operativo que queremos emular, ya sean sistemas operativos que requieran instalación en disco duro o sistemas operativos que se puedan ejecutar sin guardar nada en unidades físicas (Live CD).